# Вольтерсдорф (Шлезвіг-Гольштейн)
Вольтерсдорф (нім. Woltersdorf) — громада в Німеччині, розташована в землі Шлезвіг-Гольштейн. Входить до складу району Герцогство Лауенбург. Складова частина об'єднання громад Брайтенфельде.
Площа — 7,90 км2. Населення становить 325 ос. (станом на 31 грудня 2020).